# Reginald Charles Marshall
Reginald Charles Marshall (1893 – ?) fue un militar, y botánico británico.
Sirvió para el Gobierno de Trinidad y Tobago. En ese periodo y con los profesores Robert Orchard Williams, y Ernest E.Cheesman, fueron responsables de la preparación de partes de la "Flora de Trinidad y Tobago".

## Algunas publicaciones
- 1928. Forestry in the Northern Territories of the Gold Coast. Editor Govt. Print. Dept. 12 pp.

### Libros
- 1945. Silvicultural Notes on Some of the More Important Gold Coast Trees. Editor Govt. Print. Dept. 70 pp.
- 1939. Silviculture of the Trees of Trinidad and Tobago. Editor Oxford University Press, H. Milford, 239 pp.
- 1934. The physiography and vegetation of Trinidad and Tobago: a study in plant ecology. Oxford forestry memoirs. Editor The Clarendon Press, 56 pp.

## Honores
Miembro de
- Sociedad linneana de Londres